# الجدول الزمني للاحتجاجات على قتل مهسا أميني

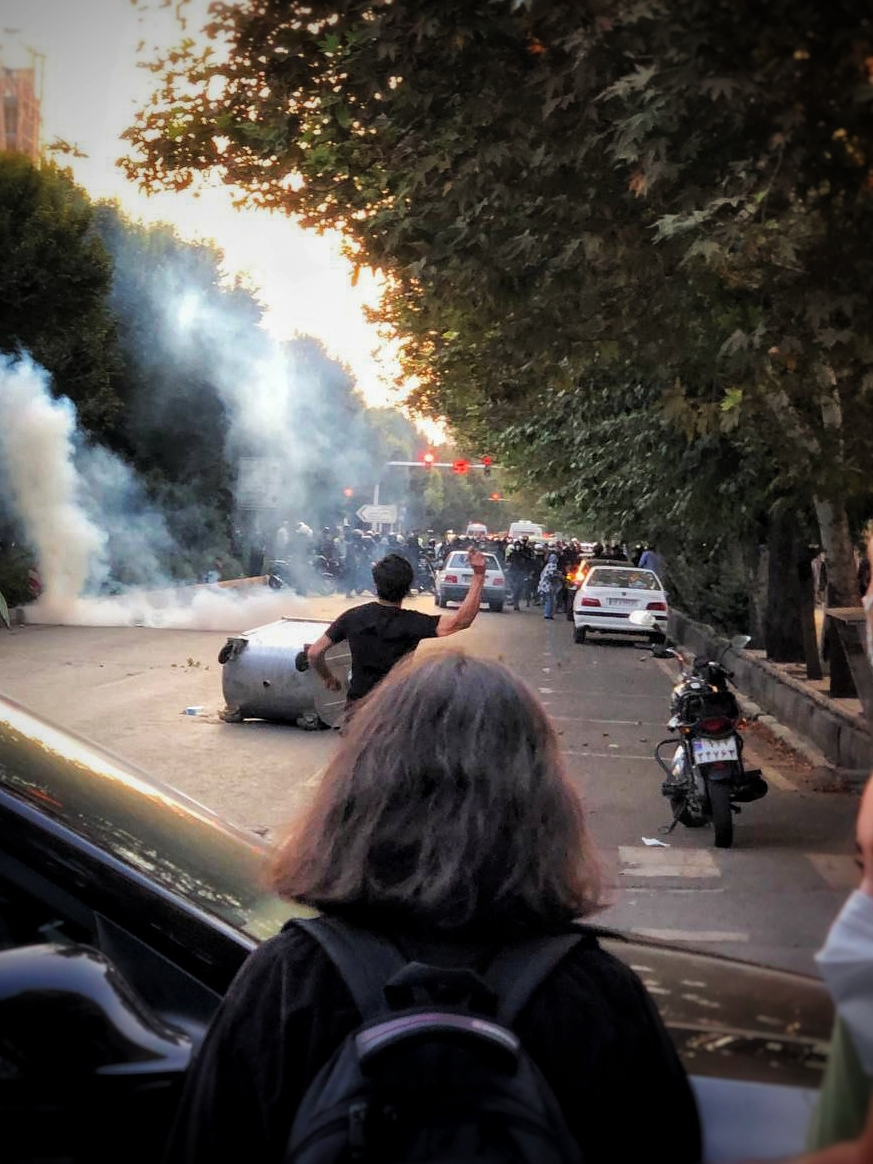
متظاهرون إيرانيون في العاصِمة الإيرانيّة طهران في أيلول/سبتمبر 2022 على خلفيّة مقتل مهسا أميني على يدِ شرطة الأخلاق.

فيما يلي جدول زمني شامل لسلسلة الاحتجاجات الجارية ضد الحكومة الإيرانية، التي اندلعت بسبب قتل مهسا أميني البالغة من العمر 22 عامًا في 16 سبتمبر عام 2022. دخلت أميني في غيبوبة بعد اعتقالها من قبل شرطة الأخلاق، بسبب ارتداء الحجاب «غير اللائق» - منتهكةً قانون الحجاب الإلزامي في إيران- أثناء زيارتها لطهران قادمة من سقز.

## سبتمبر 2022

### 16 سبتمبر
وفقًا لمعهد إعلام بحوث الشرق الأوسط، هتف المحتجون «سأقتل أيا كان من قتل أختي» بحسب مجموعات حقوق الإنسان التي اقتبست منها صحيفة الغارديان، واستخدمت قوات الأمن رذاذ الفلفل واعتقلت العديد من المحتجين المجتمعين خارج مستشفى كسرا، حيث أعلن عن وفاة مهسا أميني.

### 17 سبتمبر
دفنت أميني في صباح يوم 17 سبتمبر في مدينتها سقز. وفقًا لصحيفة الغارديان، ذكرت تقارير أن مئات الأشخاص اجتمعوا في الجنازة بالرغم من وجود تحذيرات رسمية. هتف البعض بشعارات مناهضة للحكومة مثل «الموت للديكتاتور» و«المرأة، الحياة، الحرية». وفقًا للبي بي سي، خلعت بعض النساء في الجنازة حجابهن احتجاجًا. عندما سار المحتجون إلى مكتب الحاكم المحلي، فتحت قوات الأمن النار عليهم. امتدت الاحتجاجات إلى العاصمة الإقليمية سنندج. أظهرت منشورات غير مؤكدة على مواقع التواصل الاجتماعي الحشود يهتفون «سقز ليست وحيدة، تدعمها سنندج»؛ وشبانًا يحرقون الإطارات؛ ومحتجون يرشقون شرطة مكافحة الشغب بالحجارة فوق سحب من الغاز المسيل للدموع. ظهر أحد الرجال يعاني من إصابة في الرأس، من المحتمل أنها ناتجة عن طلقة خرطوش. مزق المحتجون في سقز صورًا للمرشد الأعلى الإيراني آية الله الخامنئي. ذكرت تقارير لصحيفة الغارديان أن إيران قيدت الوصول إلى شبكة الإنترنت بعد وفاة أميني، وأيضًا أن المنظمات الكردية كانت تدعو إلى إضراب عام.

أصبح النقش الموجود على شاهد قبر أميني شعارًا للاحتجاجات.
«العزيزة زينا [مهسا]، لن تموتي. سيصبح اسمك رمزًا [دعوة للتجمع]».

### 18 سبتمبر
واصل أهالي سنندج الاحتجاج، مرددين شعارات «الموت للدكتاتور»، و«عار علينا، عار علينا/زعمينا الوغد»، و«الموت للخامنئي». استمرت المحتجات في خلع حجابهن. وفقًا لمصادر غير مؤكدة نقلتها البي بي سي، أطلقت قوات الأمن النار على المتظاهرين. نظم عدد من طلاب جامعة طهران مسيرة احتجاجية يحملون فيها لافتات في أيديهم.

### 19 سبتمبر
قطعت الحكومة خدمة الإنترنت في وسط طهران. وفقًا لمقاطع فيديو على وسائل التواصل الاجتماعي، استمرت الاحتجاجات في وسط طهران ورشت وأصفهان، إضافة إلى الأراضي الكردية الغربية. بحسب منظمة هينغاو الشمالية التي تراقب حقوق الإنسان في إيران، فإن ثلاثة محتجين قتلوا على يد قوات الأمن في محافظة كردستان.
قتل شاب اسمه فرجاد دارفيشي يبلغ من العمر 23 عامًا على يد الشرطة أثناء احتجاجه في أورميا. زعم أنه قُتل برصاص ضباط أمن الشرطة خلال الاحتجاجات، وتوفي متأثرًا بجراحه وهو في طريقه إلى المستشفى.

### 20 سبتمبر
وفقًا لإذاعة صوت أمريكا، أظهرت مقاطع فيديو غير مؤكدة على وسائل التواصل الاجتماعي احتجاجات مناهضة للحكومة في 16 محافظة من محافظات إيران الواحد والثلاثين على الأقل، بما فيها «ألبرز، وأذربيجان الشرقية، وفارس، وغيلان، وغلستان، وهرمزغان، وعيلام، وأصفهان، وكرمان، وكرمانشاه، وكردستان، ومازندران، وقزوين، وخراسان الرضوية، وطهران، وأذربيجان الغربية». أفادت وسائل إعلام إيرانية رسمية أن ثلاثة أشخاص قتلوا في الاحتجاجات في كردستان. وفقًا لهينغاو، قتل متظاهران أحدهما في السادسة عشرة من عمره على يد قوات الأمن في أذربيجان الغربية، وقتلت متظاهرة أيضًا بشكل مشابه في كرمانشاه. نفى المدعي العام في كرمانشاه مسؤولية الدولة عن ذلك، مشيرًا إلى أن «عناصر مناهضة للثورة» تقتل الناس. أفادت وسائل الإعلام الرسمية الإيرانية مقتل مساعد في الشرطة بسبب المحتجين في شيراز. في كيرمان، تم تصوير امرأة وهي تخلع حجابها وتقص شعرها المربوط على شكل ذيل حصان خلال أحد الاحتجاجات. وصف بعض الشهود الذين قابلتهم شبكة سي إن إن احتجاجات اليوم بأنها «احتجاجات سريعة» سعت للتشكل ومن ثم للتفرق بسرعة قبل أن تتمكن قوات الأمن من التدخل.

### 21 سبتمبر
وفقًا لإحدى الوثائق المسربة المزعومة التي حصلت عليها منظمة العفو الدولية لاحقًا، فقد أمرت القيادة العامة للقوات المسلحة القادة «بمواجهة مثيري الشغب ومناهضي الثورة بصرامة».
وفقًا لهينغاو، يزعم أن قوات الأمن أطلقت الرصاص على رجل قبل يومين وتوفي متأثرًا بجراحه. صرحت هينغاو أن ما مجموعه عشرة متظاهرين قتلوا على يد قوات الأمن؛ وقالت منظمة العفو الدولية إنها أكدت ثمانية من هذه الحالات. استنكرت منظمة العفو الدولية أيضًا ما أطلقت عليه «الاستخدام غير المشروع للخراطيش والذخائر الأخرى» ضد المحتجين. قيدت الحكومة تطبيقي واتساب وإنستغرام، وسيلتي التواصل الاجتماعي الوحيدتين المسموحتين في إيران؛ إلى جانب ذلك، كان هناك إغلاق واسع للإنترنت، خاصة على شبكات الهاتف المحمول. أقامت بسيج، ميليشيا تابعة للدولة، مسيرات مضادة موالية للحكومة في طهران. خرجت مظاهرات في دول أخرى تضامنًا مع المحتجين؛ بما فيها كندا، وإيطاليا، والسويد، وتركيا، والولايات المتحدة.
وفقًا لقناة «إيران إنترناشيونال»، كان هناك تبادل قصير لإطلاق النار بين القوات البرية التابعة للجيش الإيراني وقوات الحرس الثوري الإسلامي في سقز. بحسب وكالتين إيرانيتين شبه رسميتين، فإن عضوُا في باسيج طعن حتى الموت في مشهد. ووفقًا لتقرير لاحق لمنظمة العفو الدولية، قتل 34 شخصًا في أنحاء إيران في 21 سبتمبر.
اعتبارًا من 21 سبتمبر، أغلق مشغلو الهواتف المحمولة الإيرانيون بشكل منتظم خدمة الإنترنت عن مستخدميهم يوميًا منذ الساعة الرابعة مساء بالتوقيت المحلي حتى منتصف الليل. استمر تكرار هذا النظام حتى 30 سبتمبر.

### 22 سبتمبر
أحرق المحتجون في طهران ومدن أخرى مراكز الشرطة والسيارات. استمرت الاحتجاجات على الرغم من انقطاع الإنترنت الواسع في أنحاء إيران. صرحت وسائل الإعلام الرسمية الإيرانية أن 17 شخصًا قتلوا على الأقل حتى تاريخه، في حين أحصت منظمة حقوق الإنسان الإيرانية غير الحكومية ومقرها أوسلو مقتل 31 مدني على الأقل.
زعمت جماعة أنونيموس الدولية الناشطة في مجال القرصنة الإلكترونية (الهاكتيفيزم) أنها اخترقت 100 موقع إيراني على الأقل (بما فيها عدة مواقع تابعة للحكومة الإيرانية) وفضحت أكثر من 300 كاميرة مراقبة من خلال استغلال ثغرة أمنية.
داهم عملاء مخابرات منزل الصحفية الإيرانية نيلوفر حامدي بسبب تصويرها والدي أميني يعانقان بعضهما في المستشفى حيث كانت ترقد ابنتهما في غيبوبة ونشر الصورة.

### 23 سبتمبر
وردت أنباء عن معارك عنيفة في أصفهان عند الغروب. أغلقت الجامعات وانتقلت إلى نظام التعليم الافتراضي عبر الإنترنت. أفادت تقارير بأنه في أوشنوية، وبعد أيام من الاحتجاجات والاشتباكات العنيفة، سيطر المحتجون على المدينة؛ لكن الحكومة الإيرانية أنكرت ذلك.
في اليوم نفسه، شارك أشخاص من عدة مدن في أنحاء إيران في مسيرات مؤيدة نظمتها الدولة دعمًا للحكومة والحجاب. حضر المسيرة في طهران الآلاف. بحسب بث تلفزيوني رسمي مباشر، هتف المتظاهرون «الموت لأمريكا» و«الموت لإسرائيل» مما يعكس الرواية الاعتيادية لحكام إيران من رجال الدين بإلقاء اللوم في الاضطرابات على الدول الأجنبية. عبر المتظاهرون المؤيدون للحكومة أيضًا جهارًا عن رغبتهم في إعدام المحتجين المناهضين للحكومة، وأشاروا إليهم بأنهم «جنود إسرائيل». زعمت الحكومة أن المسيرات كانت عفوية. تدعم قوات الأمن في إيران دائمًا التجمعات التي تنظمها الدولة، والتي يغطيها بشكل كبير وسائل الإعلام والتلفزيون الرسمي الإيرانيين؛ من جهة أخرى، لا تخضع الاحتجاجات المناهضة للحكومة، التي يهتف فيها المحتجون ضد القوانين، لأي عقوبات وتفرقها قوات الأمن.
وفقًا لوثيقة زعم أنه تم تسريبها لاحقًا إلى منظمة العفو الدولية، أعطى رئيس محافظة مازاندران أوامر «بالمواجهة بلا رحمة، وصولًا إلى التسبب بالموت، لأي اضطرابات من جانب مثيري الشغب ومناهضي الثورة».
أصدرت الولايات المتحدة الأمريكية ترخيصًا عامًا تسمح فيه للشركات الأمريكية بالدخول إلى سوق الإنترنت الإيراني. استجابةً لذلك، قال رجل الأعمال الأمريكي إيلون ماسك إنه سيجهز شركته للأقمار الصناعية، ستارلينك، لتقديم خدمات الإنترنت لإيران. رغم أن الترخيص المُحدث لم يغطي الأجهزة التي قدمتها ستارلينك، تستطيع شركة ستارلينك والشركات الأخرى المشابهة لها التقديم للحصول على إذن وزارة الخزانة الأمريكية.

### 24 سبتمبر
استمرت الاحتجاجات العنيفة في مدينة أشنوية المتنازع عليها. استمرت الاحتجاجات أيضًا أمام جامعة طهران وفي شيراز. خرج الإيرانيون الذي يعيشون في الخارج في مسيرات لدعم الشعب الإيراني في مدن مختلفة، بما فيها أربيل، وبرلين، وشتوتغارت، وملبورن.
اعتقلت الشرطة والحرس الثوري الإيراني 739 شخصًا داخل محافظة جيلان، بينهم 60 امرأة على الأقل. عثر على 88 بندقية وصودرت في محافظة خوزستان. أجرى الحرس الثوري الإيراني عدة اعتقالات في كرمان.
شاركت امرأة في الثانية والعشرين من عمرها في الأعمال الاحتجاجية في مدينة كرج، وتوفيت متأثرة بجراحها الستة في الصدر والوجه والرقبة. ظهرت قبل وفاتها، في مقطع فيديو يظهرها تقف بدون غطاء الرأس في مقدمة أحد الاحتجاجات.
أفادت صحيفة ذا نيويورك تايمز أن قوات الأمن كانت «تطلق النار على الحشود» في عدة مدن، وصرحت أنه «من الصعب التحقق من صحة مقاطع الفيديو المنشورة على شبكة الإنترنت وحجم استجابة السلطات، لكن مقاطع الفيديو والصور التي يرسلها الشهود المعروفين بالنسبة للصحيفة كانت متماشية على نطاق واسع مع الصور التي يتم نشرها على شبكة الإنترنت». أبلغت لجنة حماية الصحفيين عن اعتقال 11 صحفي على الأقل، بمن فيهم نيلوفر حامدي، المراسلة التي كشفت قصة أميني أولًا.

### 25 سبتمبر
استمرت الاحتجاجات في أجزاء متنوعة من طهران (نارمك، إكباتان، وشارع والي عصر، والصادقية)، كرج (مهرشهر وغوهردشت)، وسنندج، وقاين، وكشمر، وبابل على الرغم من الانقطاع واسع النطاق لشبكة الإنترنت في إيران. إضافة إلى ذلك، استمرت الاحتجاجات ضد الحكومة الإيرانية في مدن مختلفة في العالم مثل لندن، وبروكسل، ونيويورك. توفي عضو شبه عسكري من قوات البسيج متأثرًا بإصابات كان قد أصيب بها في أورميا في 22 سبتمبر، وهو واحد من عدة أفراد من البسيج الذين قتلوا في المظاهرات.
على الرغم من تجمع مؤيدي الحكومة الإيرانية في ميدان الثورة في طهران وتهديدهم بالمواجهة العنيفة ضد المحتجين، فقد خرج الناس إلى الشوارع ليلًا في مختلف مناطق طهران وبوشهر، وسنندج، وقزوين، ويازد، وأورميا، وشيراز، ومشهد. حاولت الشرطة وقف الاحتجاجات مجددًا. خرج الإيرانيون المقيمون في كندا، وفرنسا، والمملكة المتحدة، والنروج، والنمسا في مسيرات داعمة للاحتجاجات. وردت تقارير عن اعتقال ما مجموعه 1200 شخص.
اخترقت جماعة أنونيموس قاعدة بيانات محكمة التدقيق العليا لإيران، ونشرت معلومات وأرقام هاتفية لجميع أعضاء البرلمان الإيراني. قالت جماعة أنونيموس في مقطع فيديو أعلنت فيه عن الاختراق «البرلمان الإيراني يدعم الدكتاتور في الحين الذي يجب أن يدعم فيه الشعب، لذلك نحن ننشر المعلومات الشخصية لجميع المشرعين».

### 26 سبتمبر
استمرت الاحتجاجات في مدن مثل طهران وتبريز ويازد وقروه وسنندج وبرازجان وكرج. احتج طلاب جامعة تبريز على اعتقال شرطة الحكومة الإيرانية للطلاب. احتشد الإيرانيون في الخارج في بلدان مثل كندا وإسبانيا وفرنسا دعمًا لهم. تحدث المجلس التنظيمي للعاملين في عقود النفط لدعم المحتجين. تحدث رئيس القضاة الإيراني غلام حسين محسن إجئي لدعم ضباط الشرطة.

### 27 سبتمبر
استمرت الاشتباكات بين شرطة مكافحة الشغب وقوات الأمن والمحتجين في عدد من المدن. حثت رافينا شمدساني، المتحدثة باسم المفوضية السامية للأمم المتحدة لحقوق الإنسان، قيادة إيران الدينية على «الاحترام الكامل لحقوق حرية الرأي والتعبير والتجمع السلمي والمؤسسات». أضافت شامدساني أن التقارير توضح أن «المئات قد اعتقلوا، بمن فيهم مدافعين عن حقوق الإنسان، ومحامين، وناشطين في المجتمع المدني، و18 صحفيًا على الأقل»، وأن «الآلاف انضموا إلى المظاهرات المناهضة للحكومة في أنحاء البلاد على مدار الإحدى عشر يومًا الماضية. وردت قوات الأمن في بعض الأحيان بالرصاص الحي». حذر المجلس المنظم للعاملين في عقود النفط الحكومة من أنه إذا استمر قمع المحتجين فإنهم سيُضربون، وهذه خطوة بإمكانها شل قطاع النفط الإيراني الذي يمثل جزءًا كبيرًا من الاقتصاد.
قالت منظمة حقوق الإنسان الإيرانية إن قوات الأمن كانت تطلق الرصاص الحي مباشرة على المحتجين. أبلغت إيران عن اعتقال فائزة هاشمي، ابنة أكبر هاشمي رفسنجاني، الذي كان رئيسًا لإيران بين عامي 1989 و1997.